# تطبيق القانون في النمسا
تقع مسؤولية تطبيق القانون في النمسا على عاتق المديرية العامة للأمن العام، وهي قسم فرعي من وزارة الداخلية الاتحادية ومقرها في Herrengasse 7 في فيينا، يعمل أكثر من 20000 ضابط شرطة في الشرطة الفيدرالية في أكثر من 1000 مركز شرطة.[بحاجة لمصدر] في البحيرات والأنهار، تمتلك الشرطة الفيدرالية أكثر من 70 قارباً ومراكباً أخرى لتكون بمثابة شرطة المياه.[بحاجة لمصدر]

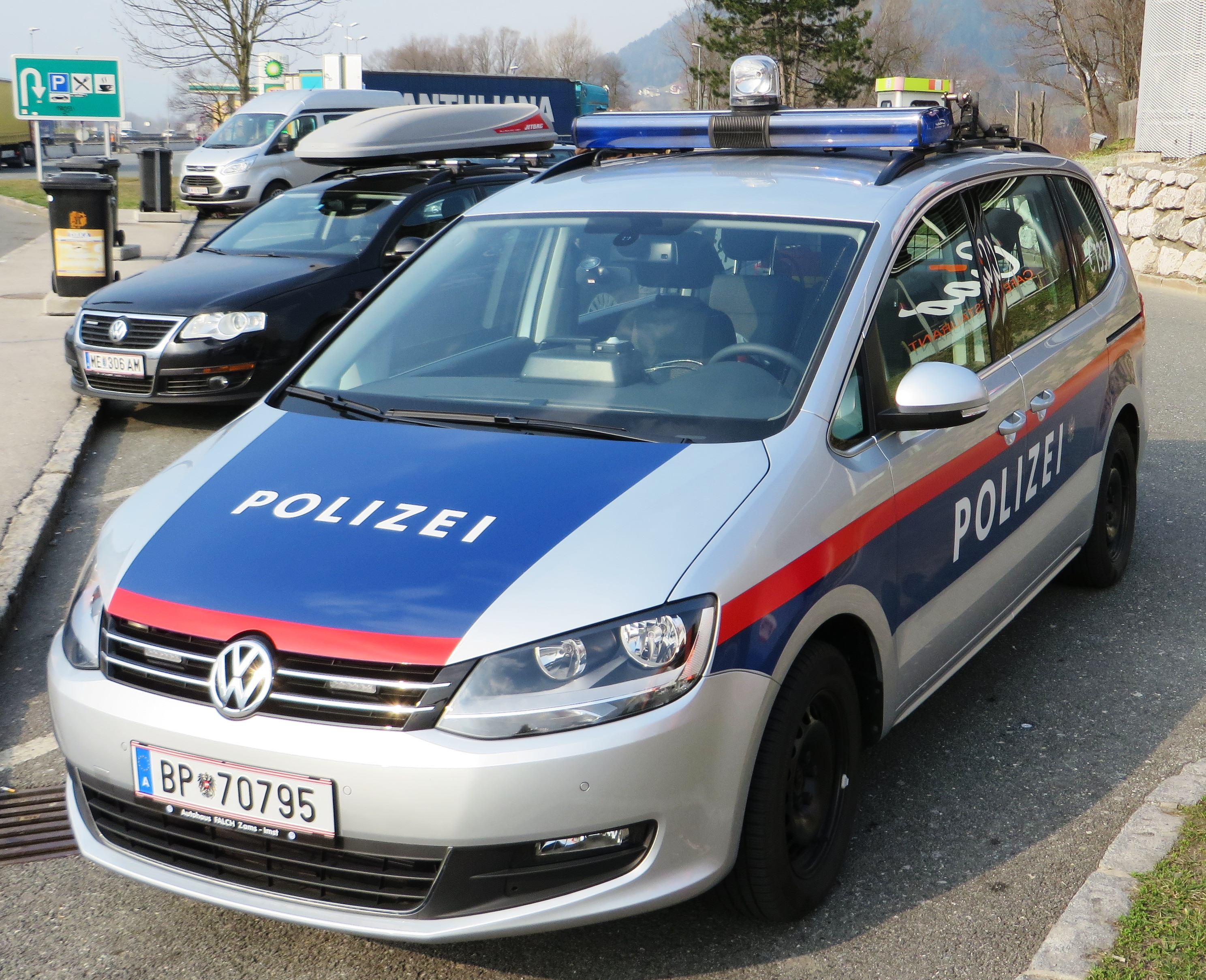
الشرطة الفيدرالية فولكسفاغن شاران

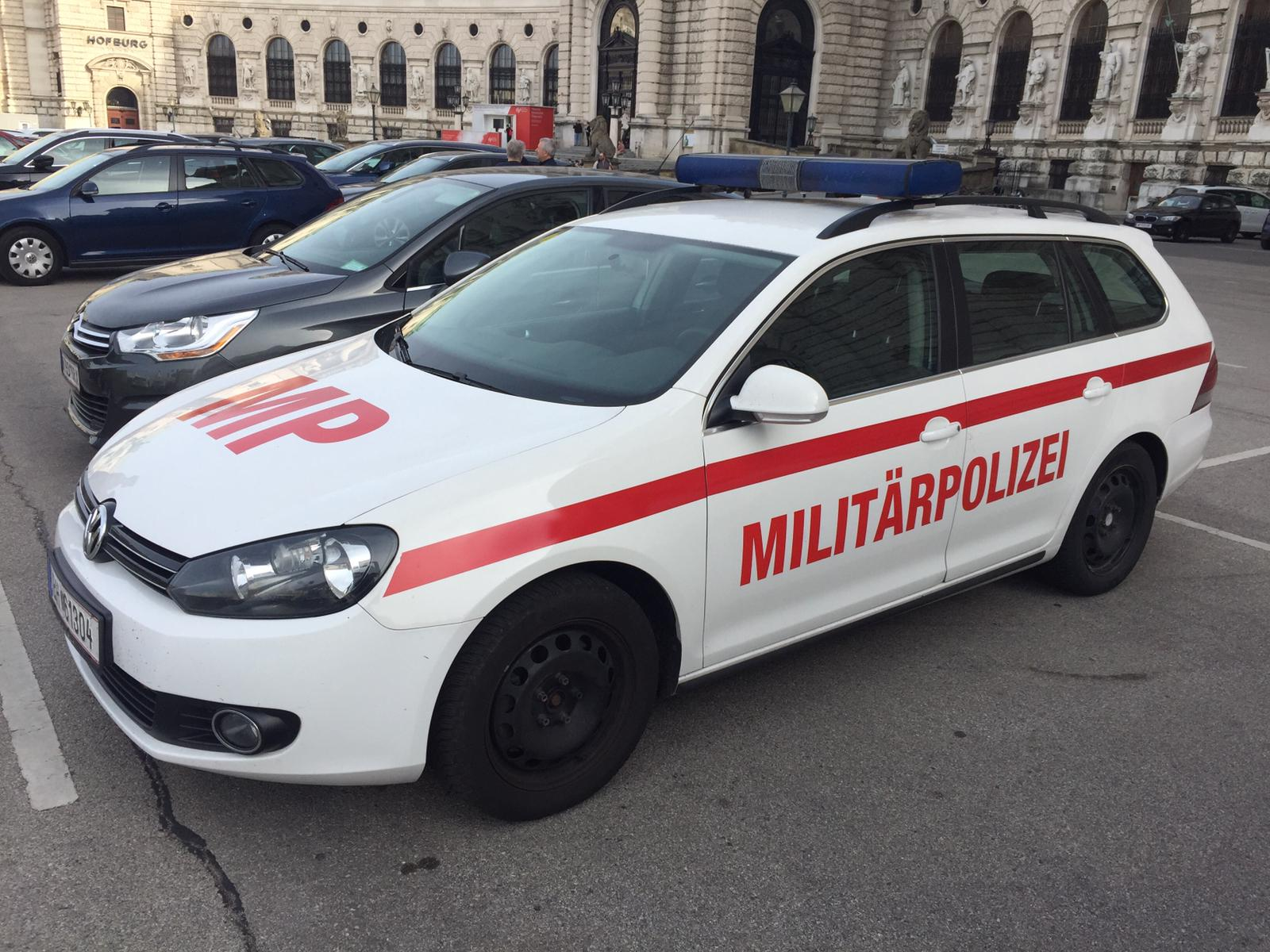
الشرطة العسكرية فولكسفاغن جولف

## وكالات تنفيذ القانون

### الفيدرالية

#### وزارة الدفاع
- الشرطة العسكرية (بالألمانية: Militärpolizei)‏: الشرطة العسكرية للقوات المسلحة النمساوية

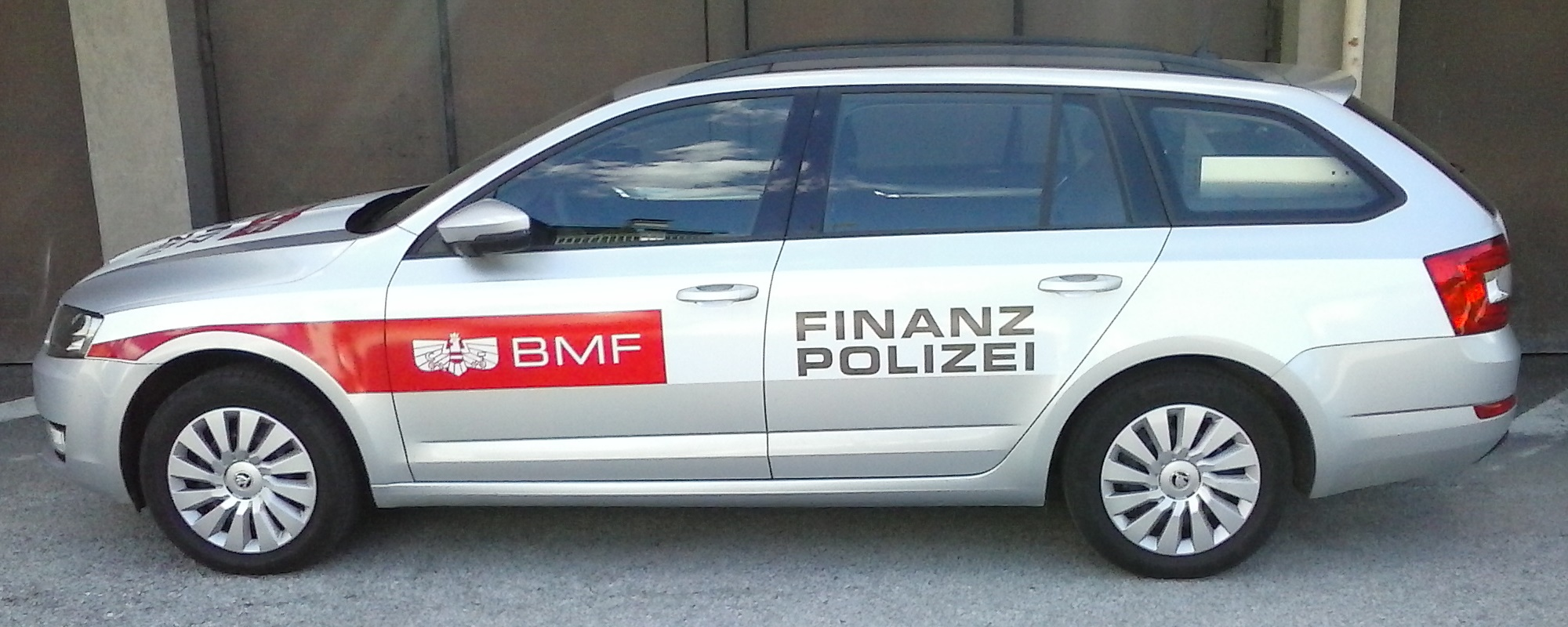
سكودا اوكتافيا الشرطة المالية

#### وزارة المالية
- الشرطة المالية (بالألمانية: Finanzpolizei)‏: ذراع إنفاذ القانون النظامي في وزارة المالية

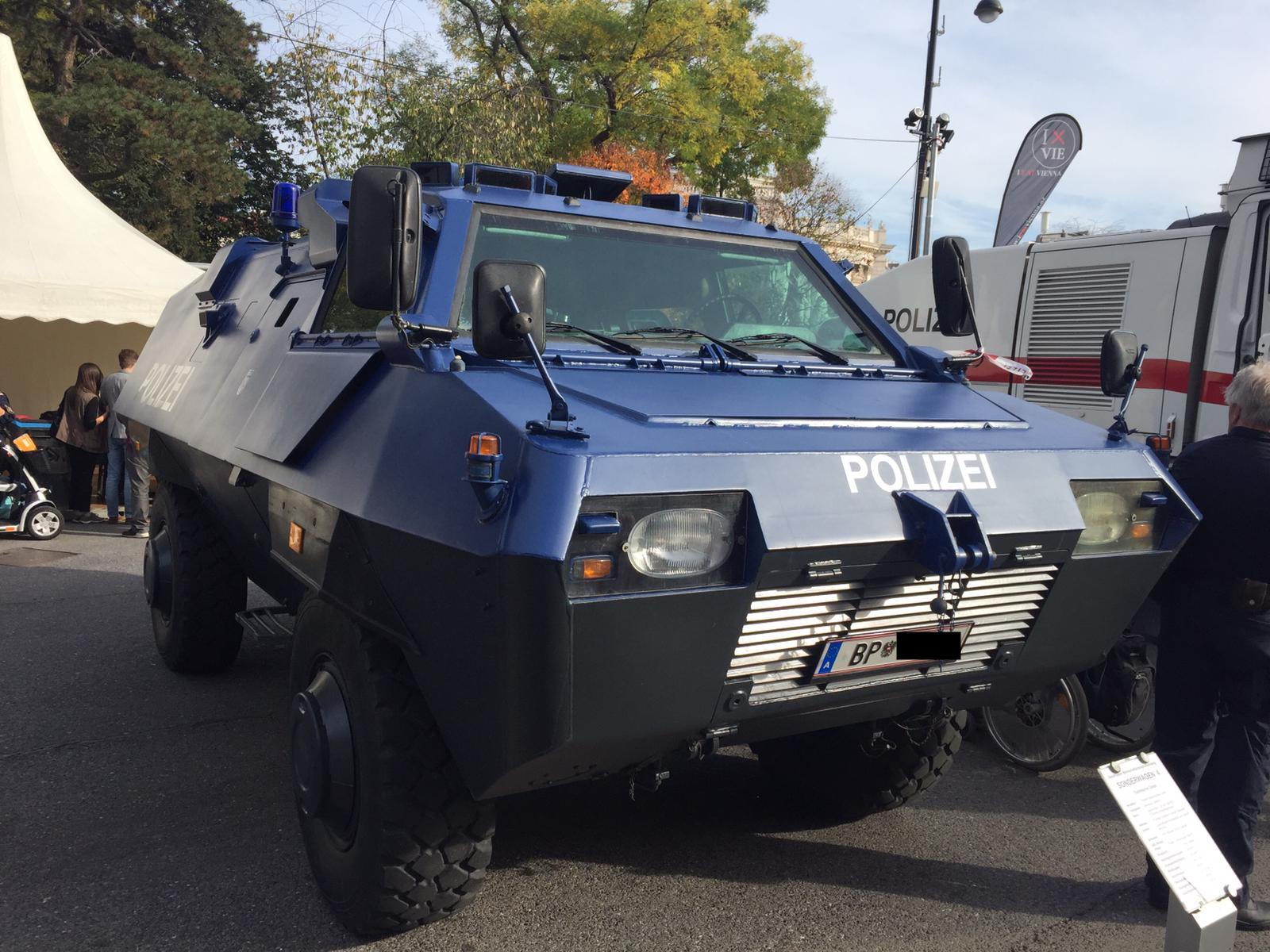
مركبة مدرعة Sonderwagen 4 للشرطة الاتحادية

- دائرة الجمارك (بالألمانية: Operative Zollaufsicht)‏

#### وزارة الداخلية
تختص وزارة الداخلية بما يلي:
- المكتب الفيدرالي لمكافحة الفساد (بالألمانية: Bundesamt zur Korruptionsprävention und Korruptionsbekämpfung)‏
- المديرية العامة للأمن العام (بالألمانية: Generaldirektion für öffentliche Sicherheit (GDföS))‏
  - مكتب الشرطة الجنائية (بالألمانية: Bundeskriminalamt (BK))‏
  - الشرطة الفيدرالية (بالألمانية: Bundespolizei)‏: مقسمة إلى 83 قيادة شرطة منطقة و 27 قيادة شرطة مدينة
  - Einsatzkommando Cobra (EKO Cobra): وحدة SWAT الفيدرالية والقوات الخاصة
  - الشرطة الجوية (بالألمانية: Flugpolizei)‏: مسؤول عن تطبيق القانون في الجو، بما في ذلك توفير مروحيات الشرطة

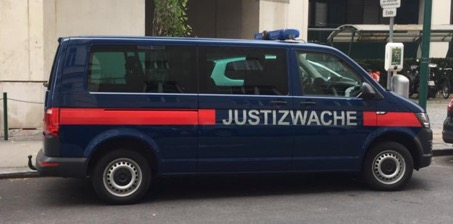
مركبة عادية من Justizwache

#### وزارة العدل
- الحرس القضائي (بالألمانية: Justizwache)‏: مسؤول عن إدارة السجون وتوفير الأمن في مرافق المحاكم

### حالة
بشكل عام، لا تدير ولايات النمسا التسع وكالات حكومية لإنفاذ القانون، باستثناء مجالات اختصاصها المحددة، وهي الحفاظ على الطبيعة وحماية الحياة البرية.
- تيرول
  - حرس الجبل التيرولي (بالألمانية: Tiroler Bergwacht)‏ تطبيق قوانين الحفظ وحماية الحياة البرية في ولاية تيرول.

### البلديات
تعمل بعض البلديات النمساوية على شكل وكالة بلدية لإنفاذ القانون. في بعض البلديات، يُعرف هذا باسم شرطة المدينة (بالألمانية: Stadtpolizei)‏, أو أحيانًا شرطة المجتمع (بالألمانية: Gemeindepolizei)‏ أو حارس أمن المجتمع (بالألمانية: Gemeindesicherheitswache)‏. في حالات أخرى، تقع مسؤولية حفظ الأمن على عاتق الحكومة الفيدرالية ولا يمكن للبلديات أن تطلق على هذه الوكالات «الشرطة», وبدلاً من ذلك تسميها «مكاتب النظام» (بالألمانية: Ordnungsamt, Ordnungswache)‏, مشابه في وظيفته لضابط تنفيذ اللوائح أو تطبيق القانون. في بعض الحالات، يتم إنشاء هذه المنظمات كشركات خاصة مملوكة للبلدية، مثل خدمة الأمن (بالألمانية: Ordnungsdienst)‏ لينز.

## متطلبات ضباط الشرطة
يجب على ضباط الشرطة في النمسا تلبية متطلبات معينة. تتضمن هذه المتطلبات أن يكون عمرك 18 عاماً على الأقل، والمواطنة النمساوية، والقدرة على التصرف (غير مثقل بالإعاقة الجسدية), وسمعة لا تشوبها شائبة، ورخصة قيادة من الفئة ب، إذا تم تجنيدها في القوات المسلحة، لإكمال هذا التجنيد، وشارة السباحة لإثبات القدرة على السباحة.

## روابط خارجية
- باللغة الألمانية Bundeskriminalamt
- باللغة الألمانية Polizei